# GT6-70D/N
Die GT6‑70D/N sind seit 1995 in Karlsruhe eingesetzte Straßenbahntriebzüge. Die von DUEWAG und ab 1999 von Siemens gebauten Fahrzeuge waren der erste niederflurige Fahrzeugtyp der Verkehrsbetriebe Karlsruhe (VBK). Ähnliche sechsachsige Fahrzeuge wurden als UT-3800 für die Metro Valencia und die Straßenbahn Lissabon hergestellt.

## Aufbau

### Technik
Der GT6‑70D/N ist ein 29,68 m langer und 2,65 m breiter sechsachsiger Straßenbahnzug. Die Wagen orientieren sich mit ihrer Breite von 2,65 m an den Stadtbahnwagen des Typs GT8‑80C und GT8‑100C/2S und sind damit 28 cm breiter als die vorherige Generation von Straßenbahnfahrzeugen GT6‑D und GT8‑D. Dadurch waren die Wagen teilweise in ihrem Einsatz eingeschränkt. Dies erforderte einige Umbaumaßnahmen zur Vergrößerung des Gleisabstandes im Karlsruher Straßenbahnnetz, welche mit dem Umbau der Strecke nach Rintheim im Jahr 2014 beendet wurden.
Eine Einheit besteht aus drei Wagenkästen, welche durchgehend begehbar sind und an den Enden auf zwei konventionellen Triebdrehgestellen ruhen. Der mittlere Wagenkasten ruht auf einem zweiachsigen Losradlaufwerk. Die vier Achsen der äußeren Drehgestelle werden jeweils von einem Motor mit 127 kW Leistung angetrieben. Die Fahrzeuge erreichen dadurch eine Höchstgeschwindigkeit von 80 km/h. Die Scharfenbergkupplungen mit seitlichen Kontaktaufsätzen der 37,8 Tonnen schweren Wagen ermöglichen das Kuppeln mit anderen GT6‑70D/N und GT8-70D/N. Die Kupplungen an den Führerstandsenden sind einklappbar und bei Nichtnutzung mit einer Schürze abgedeckt. Wegen der unterschiedlichen Kupplungshöhe ist ein direktes Kuppeln mit den Karlsruher Stadtbahnwagen nicht möglich.
Die Fußbodenhöhe liegt zwischen den Einstiegen bei 34 cm. An entsprechend ausgebauten Bahnsteigen sind die Wagen barrierefrei. Der Niederfluranteil beträgt 75 Prozent, wobei der Fahrzeugboden an den äußeren Enden über den Triebdrehgestellen um 27 cm angehoben ist.
Im Laufe des Jahres 2015 wurden an allen Wagen die Rollbandanzeiger an der Front durch orange LED-Matrixanzeigen ersetzt.

### Innenraum
Je Einheit sind 88 Sitz- und 86 Stehplätze vorhanden, zu denen der Zugang über vier Doppeltüren erfolgt. An den beiden vorderen Türen befindet sich jeweils ein Mehrzweckbereich. Zur Anzeige der nächsten Haltestelle dienen rote einzeilige LED-Matrixanzeigen an den Enden und der Mitte des Fahrzeuges. Am vorderen Gelenk des Fahrzeuges ist neben der zweiten Tür ein Fahrkartenautomat zum Erwerb von Fahrkarten während der Fahrt installiert. Darüber hinaus wird zur Gewährleistung der Sicherheit der Fahrgäste der gesamte Fahrzeuginnenraum jedes Wagens mit Kameras überwacht.

### Lackierung
Die GT6‑70D/N wurden ursprünglich dreifarbig lackiert, mit einem Wagenkasten in der Farbe Gelb, anthraziter Schürze und Fensterband und signalrotem Zierstreifen über dem Fensterband ausgeliefert.
Seit 2014 werden die Wagen konsequent in das neue Farbkonzept der Verkehrsbetriebe Karlsruhe umlackiert. Dabei erhalten sie eine neue Lackierung in dahliengelb mit signalroter Schürze und schwarzem Fensterband.

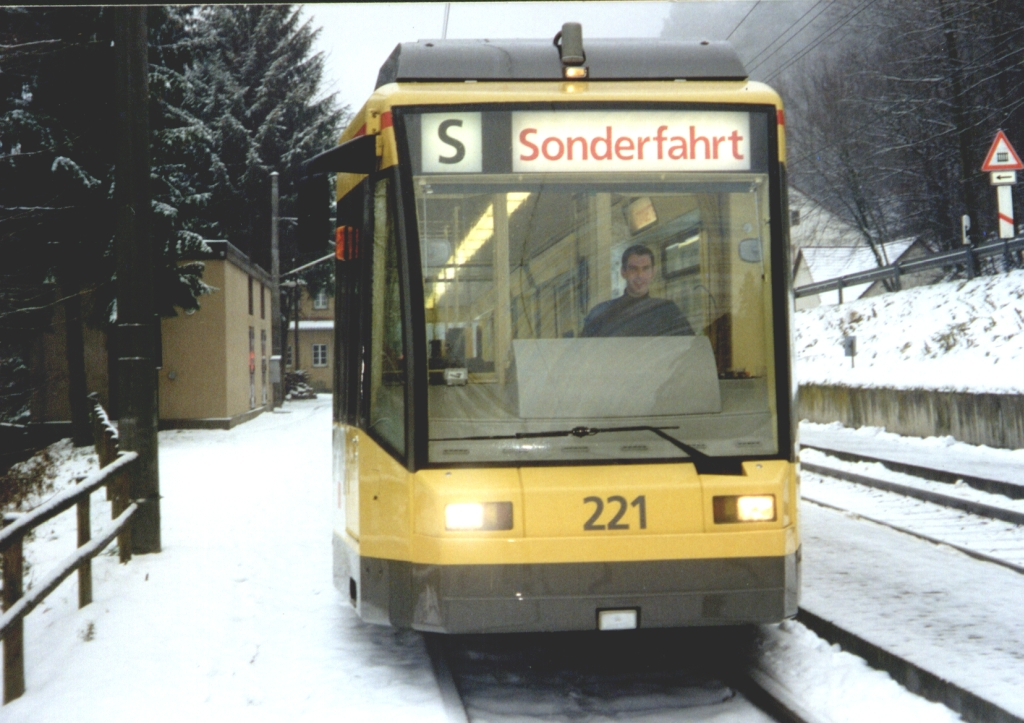
Wagen 221 in ursprünglicher Lackierung und alter Frontschürze im Jahr 1998
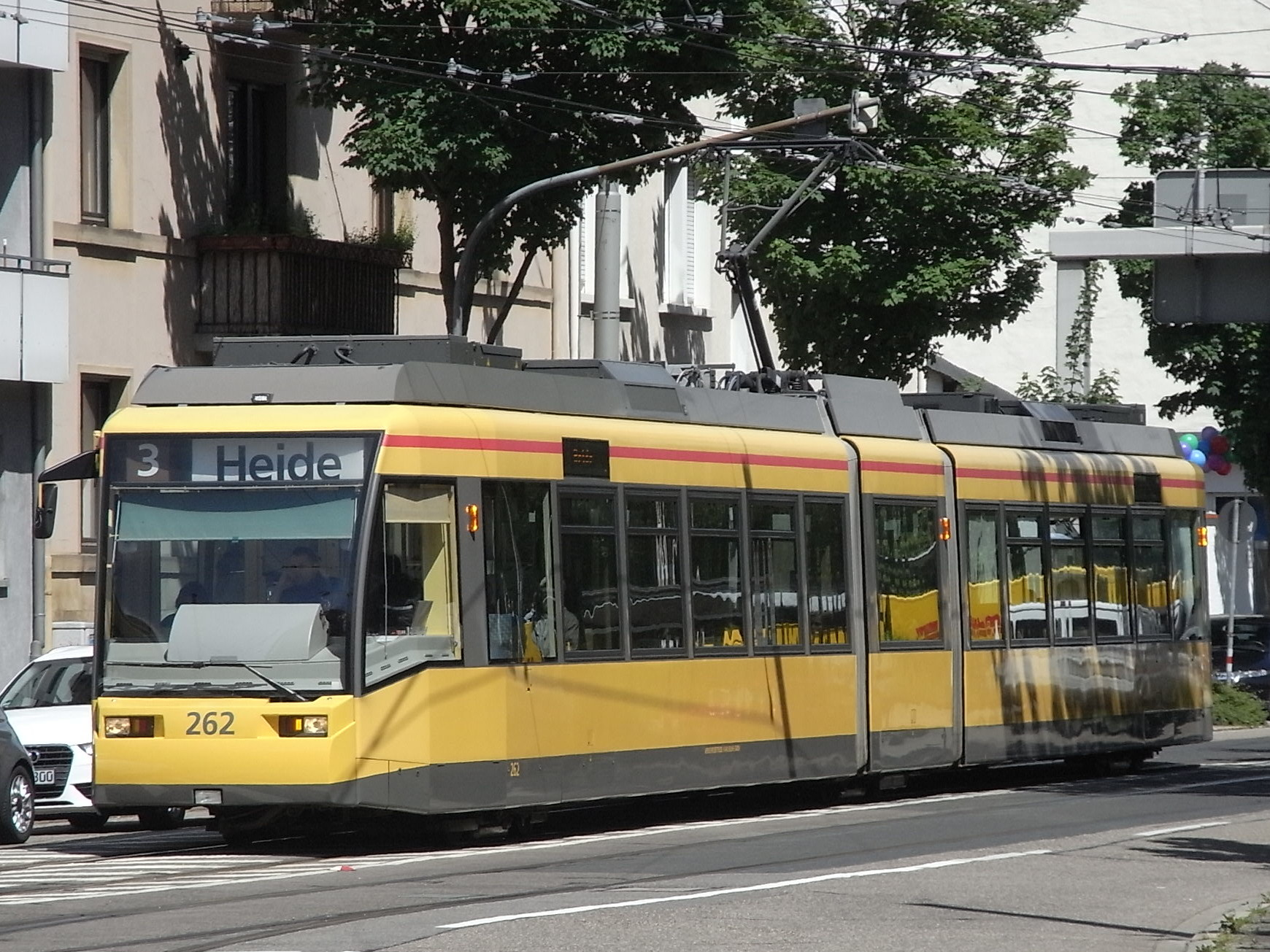
Wagen 262 in der ursprünglichen Lackierung mit neuer Frontschürze im Jahr 2013
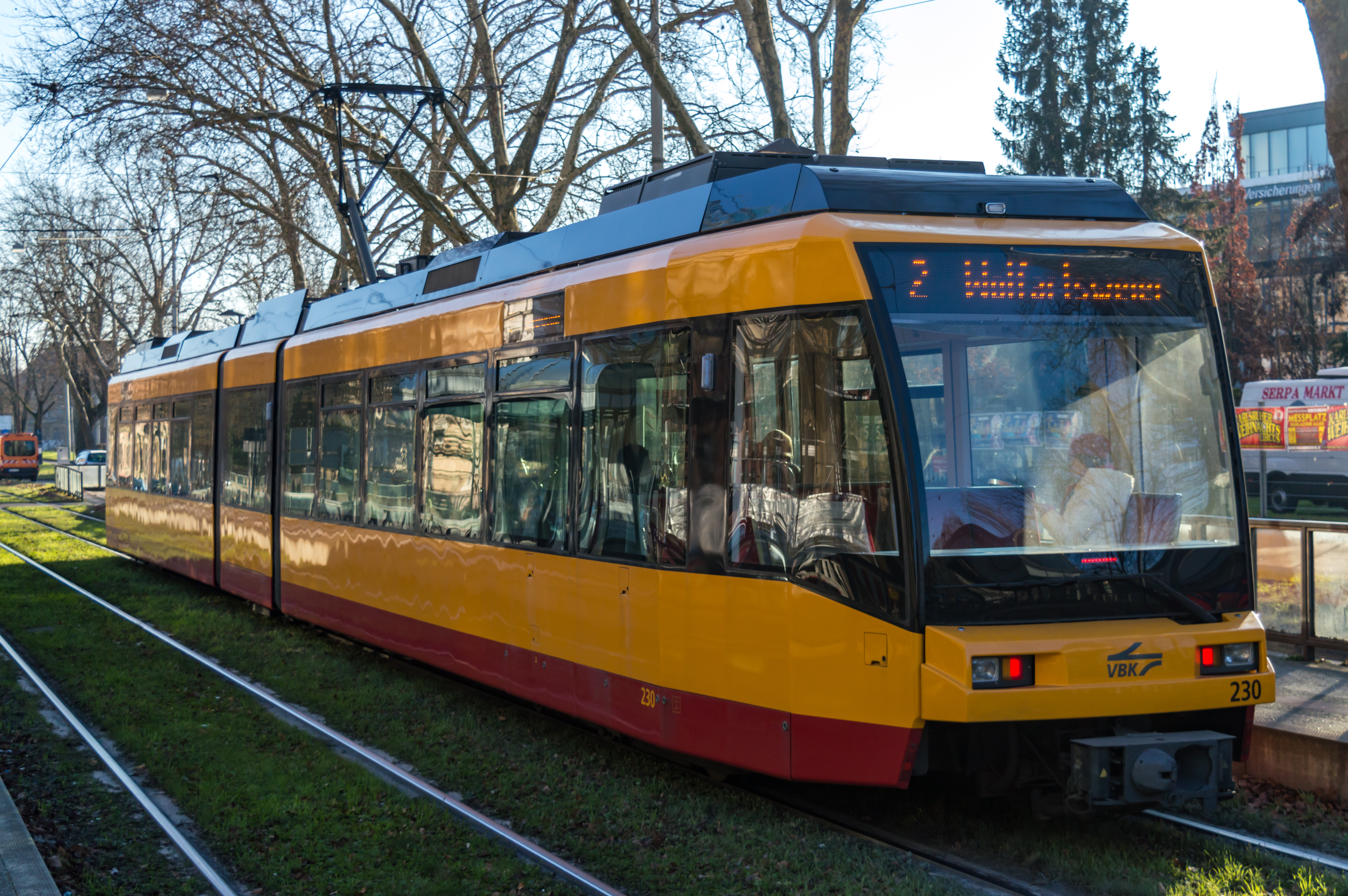
Wagen 230 in der ab 2014 aktuellen Lackierung

## Geschichte

### Lieferung
Die Verkehrsbetriebe Karlsruhe (VBK) bestellten im Oktober 1992 20 neue Niederflur-Straßenbahnwagen mit Drehstromantrieb für einen Gesamtpreis von 75,8 Mio. DM von dem damals zum Siemenskonzern gehörenden Hersteller DUEWAG. Sie sollten die alten, nicht barrierefreien hochflurigen Straßenbahnzüge der Typen GT6‑EP, GT8‑EP, GT6‑D und GT8‑D aus den 1960er und 1970er Jahren ablösen und damit zu den ersten barrierefreien, niederflurigen Straßenbahnwagen in Karlsruhe werden.
Am 23. Mai 1995 kam der erste fertiggestellte Straßenbahnzug im Betriebshof West an, der bei einem Pressetermin am 13. Juni 1995 der Öffentlichkeit vorgestellt wurde. Der zweite Straßenbahnzug wurde am 11. August 1995 angeliefert, die restlichen Straßenbahnzüge konnten bis 23. August 1996 in Betrieb genommen werden.
Ab 1999 wurde, da die GT6‑70D/N für manche Linien zu wenig Platz boten, die zehn Meter längere Version GT8-70D/N geliefert. Erst ab 2000 bestellten die VBK beim Hersteller wieder GT6‑70D/N. Der erste Zug des zweiten Loses kam am 27. September 2002 in Karlsruhe an, die letzten im Herbst 2004. Die Lieferung der dritten Serie begann am 24. November 2004 und reichte bis zum 27. Juni 2005.
Von den Fahrzeugen wurden bis zum Jahr 2005 insgesamt drei Serien geliefert:
| Lieferserie | Wagen   | Baujahr   | Anzahl |
| ----------- | ------- | --------- | ------ |
| 1           | 221–240 | 1995–1996 | 20     |
| 4           | 241–250 | 2002–2003 | 10     |
| 5           | 251–265 | 2004–2005 | 15     |

Die Fahrzeuge der vierten und fünften Lieferserie unterscheiden sich von der ersten durch eine veränderte Frontschürze und die eingeschraubten Seitenfenster.

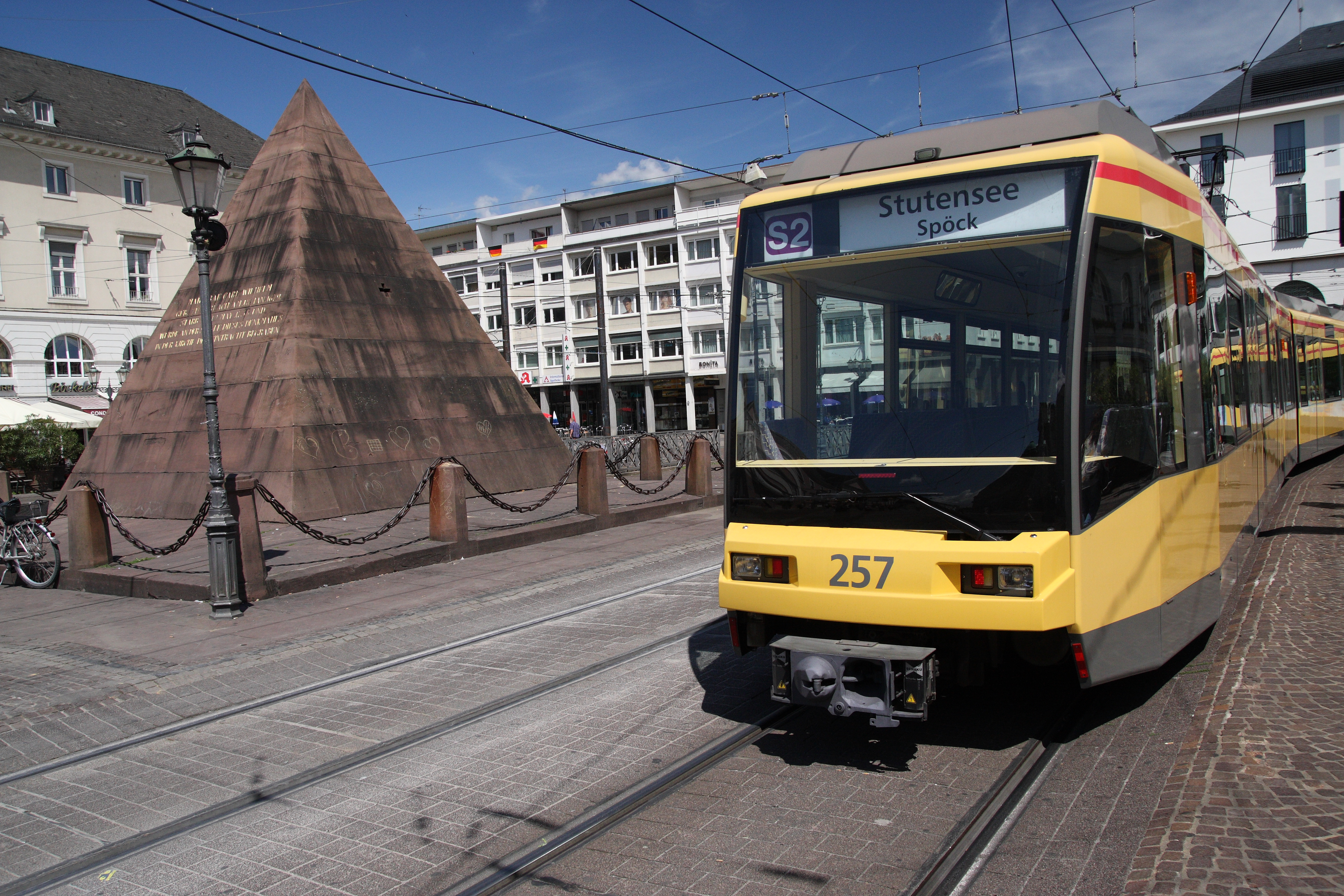
Ein GT6‑70D/N auf der Stadtbahnlinie S2 im Jahre 2012

### Umbauten
- 223: hatte bis 2007 im Frontbereich einen veränderten Farbanstrich. Der graue Anstrich war schmaler ausgeführt. Seitdem ist er im neuen Lackierungsschema.
- 225: hat seit August 2015 eine neue Front- und Heckverkleidung erhalten. Er sieht jetzt aus wie die Serie 241 bis 265. Die Wagen 230 und 232 bekamen die neue Front- und Heckverkleidung nach einer Unfallreparatur. Der Wagen 238 hat auch neue Front und Heckverkleidung, obendrein bekam er einen neuen Anstrich in der aktuellen Farbvariante. Er sieht jetzt aus wie der GT8-70D/N 303. Weitere Wagen mit neuer Front und Heckverkleidung sind 221, 222, 223 (neues Lackschema), 225, 226, 227, 229, 230, 232, 233, 234, 235, 237, 238 (Neues Lackschema) und 239. Es gibt noch fünf Wagen mit alter Verkleidung.
- 243: hatte versuchsweise im Jahr 2003 ein Bildschirm-Informationssystem im Innenraum.
- 260 und 263: Testbetrieb entgeltfreien Internetzugangs für Fahrgäste über W-LAN
- bei allen Wagen erfolgt:
  - Einbau von LED-Fahrzielanzeigern an der Front
  - Einbau von Überwachungskameras
  - Einbau von LED-Fahrzielanzeigern an den Seiten
  - Einbau eines dritten Bremslichtes
  - Einbau von Fahrscheinautomaten, dadurch ein Sitzplatz weniger
  - Abdeckung der unteren Heckscheibe, um Müllablagerung zu verhindern.
- Umrüstung für Tunnelbetrieb, Einbau von Fahrwegkameras, Brandmeldern Notbremsüberbrückung (seit 2013) und neue rote Sitze, die schwer entflammbar sind. (derzeit 221, 223, 225, 226, 227, 229, 230, 232, 233, 234, 237, 238, 240, 242, 243, 245, 246, 248, 250, 251, 255, 258  und 261)
- Die Wagen 223, 224, 232, 236, 238 und 242 haben die neue Lackierung erhalten
- Die Wagen 236 und 242 erhielten das neue Innenraumdesign

Bei einem schweren Unfall am 1. März 2019 wurde der Wagen 229 so stark beschädigt, dass er ausgemustert und verschrottet wurde.

### Einsatz
Die Wagen werden in der Regel auf den Linien 1, 5 und S2 eingesetzt, wobei sie auf den Linien 1 und S2 in Doppeltraktion verkehren. Außerdem sind vereinzelt Einsätze auf den anderen Straßenbahnlinien möglich. Ein Einsatz der Wagen auf den Stadtbahnlinien ist mit Ausnahme der Linie S2 wegen fehlender Zulassung nach der Eisenbahn-Bau- und Betriebsordnung nicht möglich.